# Katharine McPhee
Katharine Hope McPhee, född 25 mars 1984 i Los Angeles i Kalifornien i USA, är en amerikansk skådespelare och pop- och R&B-sångerska. År 2006 kom hon tvåa i den femte säsongen av American Idol; vann gjorde Taylor Hicks.
Katharine McPhee gifte sig i februari 2008 med Broadway-artisten Nick Cokas (född 1965). De skilde sig 2014. Hon är sedan 2019 gift med musikproducenten David Foster.

## Diskografi

### Studioalbum
- 2007 – Katharine McPhee
- 2010 – Unbroken
- 2010 – Christmas Is the Time to Say I Love You
- 2015 – Hysteria

### Singlar
- "Somewhere Over the Rainbow"/"My Destiny" (27 juni 2006; dubbel A-sida)
- "Think" (2006)
- "Over It" (30 januari 2007)
- "Love Story" (22 maj 2007)
- "Had It All" (25 augusti 2009)
- "I'll Be Home For Christmas" (17 november 2009)
- "Have Yourself a Merry Little Christmas" (2010)
- "Lick My Lips" (26 maj 2015)
- "Night and Day" (2017)

## Filmografi
- 2007 – Crazy ... Paramount-tjej
- 2008 – The House Bunny ... Harmony
- 2011 – You May Not Kiss the Bride ...Masha
- 2011 – Shark Night 3D ... Beth
- 2012 – Peace, Love and Misunderstanding ... Sara

## Priser och nomineringar
- Ovation Awards 2005 i "Lead Actress in a Musical" för "Annie Get Your Gun" stage production (Nominerad)
- Fox Reality Awards 2006 in "Favorite Hottie" (Vann)
- Teen Choice Award 2006 och 2007 i "Choice Breakout Female Artist" (Nominerad)
- VH1 2006 Big Awards i "Big "It" Girl" (Vann)
- Young Hollywood Awards 2007 i "Exciting New Vocalist" (Vann)[3]